# Dow Village (Siparia)
Dow Village es una villa de Trinidad y Tobago, que forma parte de la región de Siparia.

## Geografía
La villa abarca parte de la isla Trinidad y limita al norte con el golfo de Paria, al sur con Mon Desir y Harris Village, al este con Oropouche y al oeste con Aripero Village.

## Demografía
Datos demográficos de la villa de Dow Village:
| Gráfica de evolución demográfica de Dow Village entre 2000 y 2011 |
|                                                                   |